# Legarda
Legarda – wieś sołecka w Polsce położona w województwie mazowieckim, w powiecie gostynińskim, w gminie Gostynin.
| SIMC    | Nazwa        | Rodzaj    |
| ------- | ------------ | --------- |
| 0564524 | Nowa Legarda | część wsi |

W latach 1975–1998 miejscowość administracyjnie należała do województwa płockiego.